# Strobilanthes everettii
Strobilanthes everettii är en akantusväxtart som beskrevs av Robert Allen Rolfe. Strobilanthes everettii ingår i släktet Strobilanthes och familjen akantusväxter. Inga underarter finns listade i Catalogue of Life.